# Jitter
Als Jitter [ˈdʒɪtɚ] (englisch für ‚Fluktuation‘ oder ‚Schwankung‘) bezeichnet man das zeitliche Taktzittern bei der Übertragung von Digitalsignalen, eine leichte Genauigkeitsschwankung im Übertragungstakt (engl.: Clock). Jitter ist als Störsignal im Normalfall unerwünscht. Allgemeiner ist Jitter in der Übertragungstechnik ein abrupter und unerwünschter Wechsel der Signalcharakteristik. Dies kann sowohl Amplitude als auch Frequenz und Phasenlage betreffen. Der Jitter ist die erste Ableitung einer Verzögerung (Latenz, engl.: Delay). Die spektrale Darstellung der zeitlichen Abweichungen wird als Phasenrauschen bezeichnet. Jitter ist nicht zu verwechseln mit Quantisierungsfehlern.
In der Netzwerktechnik wird mit Jitter außerdem die Varianz der Laufzeit von Datenpaketen bezeichnet. Dieser Effekt ist insbesondere bei Multimedia-Anwendungen im Internet (wie Internetradio und Internettelefonie) störend, da dadurch Pakete zu spät oder zu früh eintreffen können, um noch rechtzeitig mit ausgegeben werden zu können. Der Effekt wird durch einen sogenannten Jitterbuffer, einen speziellen „Datenpuffer“ reduziert, allerdings zum Preis von zusätzlicher Laufzeit, was vor allem bei Dialoganwendungen stört. Dieser Effekt spielt außerdem in der Prozessleittechnik eine Rolle. Kritische Prozessinformationen müssen innerhalb einer bestimmten Zeit verschickt und empfangen werden. Wird der Jitter zu groß, ist ein rechtzeitiges Eintreffen der kritischen Prozessinformationen nicht gewährleistet.

## Bewertung

Messgrößen von Jitter

Zur Bewertung von Jitter in Form von Messwerten stehen verschiedene Verfahren zur Verfügung. Im Bereich der Signalverarbeitung wie dem digitalen Audio im Rahmen von AES-3 oder bei digitalen Videosignalen im Rahmen des Serial Digital Interface (SDI) wird der zeitliche Jitter als eine relative Größe in Unit Interval (UI) ausgedrückt. Ein UI entspricht dabei der Zeitdauer für ein Symbol. Bei einer binären Übertragung ist dies die Zeit für die Übertragung eines Bit, wie in nebenstehender Abbildung für eine beispielhafte binäre Folge „01001“ dargestellt. Die Übergänge zwischen zwei aufeinanderfolgenden unterschiedlichen Bits sind durch eine verschliffene Signalflanke in hellblau stilisiert dargestellt. Der Jitter bewirkt, dass der tatsächliche zeitliche Signalverlauf vom idealen Signalverlauf, der als dunkelblaue Linie dargestellt ist, im Bereich der Signalflanke abweicht.
Ein großer Jitter bewirkt ein verstärktes Symbolübersprechen und in der Folge eine gesteigerte Bitfehlerrate, was sich auch in einer Reduktion der horizontalen Öffnung im Augendiagramm darstellen lässt. Die Abweichung von dem idealen Zeitpunkt der Signalflanke kann neben der auf die Symbolrate bezogenen Angabe in UI auch als eine absolute Zeitangabe ausgedrückt werden. Übliche absolute Werte, als Aj oder auch als peak-to-peak im Diagramm dargestellt, weisen bei seriellen digitalen Übertragungen im Mega- bis Gigabitbereich einige 100 fs (Femtosekunden) bis zu einigen 100 ps (Pikosekunden) auf. Bei langsameren Übertragungen sind je nach Verfahren auch unter Umständen absolute Jitterzeiten bis in den Mikrosekundenbereich zulässig.
Die Abweichungen, deren spektrale Darstellung als Phasenrauschen bezeichnet wird, unterteilen sich in periodische bzw. deterministische und in zufällige Jitter-Anteile. Die periodischen Anteile lassen sich mit einer Grundschwingung beschreiben, im Diagramm mit der Zeitdauer Tj bezeichnet, da von ihr die größte zeitliche Auslenkung ausgeht. Ihr überlagert sind höhere spektrale Anteile mit geringerer Amplitude und zufälliger Jitter, die je nach Ursache verschieden stark ausgeprägt sind.
Die Jitter-Frequenz fj der Grundschwingung ist gegeben als:
{\displaystyle f_{j}={\frac {1}{T_{j}}}}
Für den Empfang von digitalen Datenströmen und die zeitliche Festlegung der Abtastzeitpunkte ist auf Empfängerseite eine Taktrückgewinnung nötig, die in verschiedenen Formen unter anderem Phasenregelschleifen einsetzt. Jene Regelschleifen können langsam verlaufende, das heißt niederfrequente spektrale Anteile des Jitters durch Nachjustierung des lokalen Oszillators direkt ausgleichen, während höherfrequente Jitteranteile durch das Tiefpassverhalten der Schleifenfilter unterdrückt werden und damit zu Abtastfehlern führen können.
Zur numerischen Bewertung ist es daher notwendig, den Jitter in seine spektralen Anteile zu unterteilen und sie voneinander getrennt zu bewerten bzw. je nach Übertragungsverfahren zulässige Grenzwerte für die einzelnen Frequenzbereiche festzulegen. Beispielsweise werden die spektralen Jitteranteile, die kleiner als 10 Hz sind, generell als Wander bezeichnet.
Die Bezeichnungen der übergeordneten Jitter-Anteile sind in der Literatur und bei den einzelnen Übertragungsverfahren nicht einheitlich gewählt. So werden beispielsweise im Rahmen von digitalen Videoübertragungen (SDI) unter Timing-Jitter jene spektralen Anteile zwischen 10 Hz und 1 kHz (bei SD-SDI, im Standard SMPTE 259M) bzw. zwischen 10 Hz und 100 kHz (HD-SDI, im Standard SMPTE 292M) verstanden. Diese Jitteranteile können im Regelfall noch durch die Regelschleifen direkt ausgeglichen werden. Spektrale Anteile darüber werden als Alignment-Jitter bezeichnet, da sie direkt zu Abtastfehlern führen können und durch die Phasenregelschleifen nicht kompensiert werden.

## Arten

Dichtefunktion von deterministischen Jitter (DJ) und zufälligen Jitter (RJ) als Funktion des Unit Interval (UI)

Jitter wird in deterministischen Jitter (DJ) und zufälligen Jitter (englisch random jitter, RJ) unterteilt. In Übertragungssystemen treten beide Anteile in verschieden starken Gewichtungen überlagert auf. Der deterministische Jitter weist im Gegensatz zum zufälligen Jitter keine Normalverteilung auf, ist in der Amplitude immer begrenzt und wird durch seine maximal auftretenden Spitze-Spitze-Abweichungen beschrieben. Er kann unter anderem durch entsprechende Symbolfolgen ermittelt werden und unterteilt sich in folgende Anteile:
- periodische Jitteranteile: Ursache sind typischerweise externe periodische Störsignale, welche in das Übertragungssystem einkoppeln.
- datenabhängige Jitteranteile: diese Anteile sind von den übertragenen Datenfolgen abhängig und werden durch das Symbolübersprechen verursacht.
- Jitteranteil infolge ungleicher Pulsbreiten (englisch Duty Cycle Jitter): Ursache sind unterschiedliche Flankensteilheiten bei der steigenden bzw. fallenden Signalflanke.

Von diesen Anteilen des deterministischen Jitters ist der zufällige Jitter zu unterscheiden, welcher eine Normalverteilung aufweist und seine Ursache unter anderem im thermischen Rauschen, ungleichmäßiger Dotierung der Störstellen in den verwendeten Halbleitermaterial, und anderen zufällige Störungen wie kosmischer Strahlung hat. Zufälliger Jitter wird durch seine Standardabweichung beschrieben.
| n   | BER   |
| --- | ----- |
| 6,4 | 10−10 |
| 6,7 | 10−11 |
| 7   | 10−12 |
| 7,3 | 10−13 |
| 7,6 | 10−14 |

### Totaler Jitter
Der gesamte oder totale Jitter TJ ist eine Kombination bestehend aus deterministischen Jitter (DJ) und zufälligen Jitter (RJ) in der Form:
{\displaystyle TJ=DJ_{\mathrm {p-p} }+2\cdot n\cdot RJ_{\mathrm {rms} }}
Der Gewichtungsfaktor {\displaystyle n} wird durch die zulässige Bitfehlerrate (BER) bestimmt. Übliche Werte für die Bitfehlerrate, wie bei Ethernet, sind Werte wie 10−12 mit {\displaystyle n=7}. Weitere Werte sind in nebenstehender Tabelle zusammengefasst.

## Digitale Audiosysteme
Ein weiteres Beispiel für Jitter sind Fehler, die beim Wandeln von analogen Signalen in digitale Signale auftreten können. Bei der Abtastung (englisch Sampling) wird eine feste Periodendauer verwendet, im Bereich von Audiosignalen zum Beispiel 22,67 µs bei 44,1 kHz deren jeweilige Amplitudenwerte ausgelesen werden.
Auch bei digitalen Audiosystemen nach der AES3-Norm wird Jitter nach der spektralen Verteilung in
- niederfrequenter Interface-Jitter und
- höherfrequenter Sampling-Jitter

unterteilt. Sampling-Jitter entsteht in digitalen Audiosystemen unter anderem bei den Analog-Digital-Umsetzern, asynchronen Abtastratenumsetzern und Digital-Analog-Umsetzern.

## Mathematische Definitionen
Periodischer Jitter:
{\displaystyle J_{\mathrm {per} }=T_{\mathrm {per} }(1)-T_{0}}
Dabei ist {\displaystyle T_{\mathrm {per} }(1)} die Periodendauer der ersten Schwingung nach dem Triggerevent und {\displaystyle T_{0}} die ideale Periodendauer.
Cycle-to-Cycle Jitter:
{\displaystyle J_{\mathrm {cc} }=\max(T_{\mathrm {per} }(n)-T_{\mathrm {per} }(n+1))}
Es wird die maximale Abweichung von einer Periode zur nächsten ermittelt.
Akkumulierter Jitter
{\displaystyle J_{\mathrm {ac} }(n)=T_{\mathrm {per} }(n)-n\cdot T_{0}}
Beim akkumulierten Jitter wird beginnend bei einem Triggerevent (z. B. einer steigenden Flanke eines Taktsignals) der Jitter auf dieses Ereignis bezogen. Je länger die Takte in der Zukunft liegen, desto größer wird auch die Verschiebung sein, wenn der Jitter nicht gleichverteilt ist.